# ماتيلدا من رينجلهايم
ماتيلدا من رينجيلهايم ( 892 - 14 مارس 968)، والمعروفة أيضًا باسم القديسة ماتيلدا، كانت امرأة نبيلة ساكسونية. أصبحت أول ملكة أوتونية بعد زواجها من هنري الأول في عام 909.  استطاع ابنها الأكبر أوتو الأول إعادة هيكلة الإمبراطورية الرومانية المقدسة عام 962.  أسست ماتيلدا العديد من المؤسسات الروحية والأديرة النسائية. وقد اعتبرت متدينة وخيرية للغاية.

## النشأة والزواج من هنري الأول
ولدت ماتيلد، ابنة رينهيلد والكونت الساكسوني ديتريش في عام 892، وترعرعت عند جدتها ماتيلدا في دير هيرفورد. لديها ثلاث شقيقات. أمالرادا، بيا، وفريدارون، التي تزوجت من تشارلز الثالث، ملك غرب فرانسيا؛ وأخ واحد هو بوف الثاني، أسقف شالون سور مارن.  في عام 909، تزوجت ماتيلدا من هنري، بعد إلغاء زواجه الأول من هاتلبورغ ميرسورغ، وذلكَ عندما كان دوق ساكسونيا، وأصبحَ لاحقًا ملك مملكة الفرنجة الشرقية.  أنجبت منهُ خمسة أطفال: أوتو (912-973)، الذي تُوِّجَ إمبراطور رومانيًا عام 962، هنري (919 / 22-955)، الذي تم تعيينه دوق بافاريا عام 948،، برونو (925-965)، الذي انتخب رئيس أساقفة كولونيا عام 953 ودوق لورين عام 954، هيدويغ، التي تزوجت من دوق مملكة الفرنجة الغربية هيو العظيم،
وأخيرًا جيربرجا، التي تزوجت بدايةً من جيلبرت دوق لورين، وفي وقت لاحق من لويس الرابع ملك فرنسا.
في عام 929، تلقت ماتيلد مهرها الذي كان عبارةً عن أملاك في كفيدلينبورغ، Pöhlde، نوردهاوزن، غرونا (بالقرب من غوتينغن)، و دودرشتات.خلال فترة عملها كملكة، اهتمت بأديرة النساء ويقال أنه كان لها تأثير على زوجها من خلال إحساسها القوي بالعدالة.

## الحياة كأرملة
بعد وفاة هنري عام 936، دُفنَ في كفيدلينبورغ، حيث أسست الملكة ماتيلدا ديرًا في نفس العام. عاشت هناك خلال السنوات التالية وتولت إحياء ذكرى العائلة. وهكذا أصبح دير كيدلنبورغ أهم مركز للصلاة وإحياء ذكرى الموتى في الإمبراطورية الفرانكونية الشرقية. كما هو الحال في الأديرة الأخرى، فإن بنات العائلات النبيلة التي نشأت في كفيدلينبورغ، أصبحت فيما بعد راهبات في الدير من أجل تأمين نفوذ العائلات. واحدة منهم كانت حفيدة ماتيلدا والتي سُمّيت على اسمها، وهيَ ابنة أوتو الأول وأديلايد من إيطاليا، والتي أدارت الدير لمدة 30 عامًا حتى عام 966. لذلك أصبحت ماتيلدا الصغيرة أول راهبة في دير كفيدلينبورغ. أسست الملكة ماتيلدا في أملاكها الأخرى مزيدًا من الأديرة، أحدهم عام 947 في إنجز، وكان آخر ما أسسته هو دير نوردهاوزن عام 961.
كانت إدارة ماتيلدا لأملاكها التي نالتها من الملك هنري الأول قبل وفاته، عرضةً لنزاع بينها وبين ابنها أوتو الأول خلال السنوات 936-946. أراد أوتو الحصول على ممتلكات والدته، مما أدى في النهاية إلى نفيها. يُقال أن زوجة أوتو، الملكة إيدغيث، حققت مصالحة بين الطرفين أدت إلى ترك ماتيلدا أملاكها ومسمحتها ابنها أوتو بسبب أفعاله.
الظروف الدقيقة لهذا العداء لا تزال مثيرة للجدل حتى يومنا هذا، ولكن من أجل حماية أملاكها، حصلت ماتيلد على امتيازات بابوية لجميع الأديرة في ولاية ساكسونيا الشرقية في الفترة التي سبقت وفاتها في أوائل عام 968. ومع ذلك، تم تجاهل هذه الامتيازات عندما استطاعت ثيوفانو، زوجة أوتو الثاني حفيد ماتيلدا، أن تأخذ أملاكها بعد وفاتها.

## الموت والذكرى
بعد مرض طويل، توفيت الملكة ماتيلدا في 14 مارس 968، في دير كفيدلينبورغ. ودُفنت فيه بجانب زوجها الراحل. طوال حياتها، اهتمت ماتيلدا بالأعمال الخيرية والمؤسسات الروحية كما ذُكر عدة مرات في سيرتيها الذاتيتان. صُمّمت لوحة تذكارية مخصصة لها في النصب التذكاري والهالا بالقرب من ريغنسبورغ في ألمانيا. كما أن القديسة ماتيلدا هي شفيعة كنيستي سانت ماتيلد في لآتسن سانت ماتيلد في كفيدلينبورغ بألمانيا، وكنيسة القديسة ماتيلدا للروم الكاثوليك في حلب بسوريا، ومستشفى ماتيلدا في هيرفورد بألمانيا. يُحتفل بذكراها في يوم 14 مارس من كل عام.